# Vizianagaram

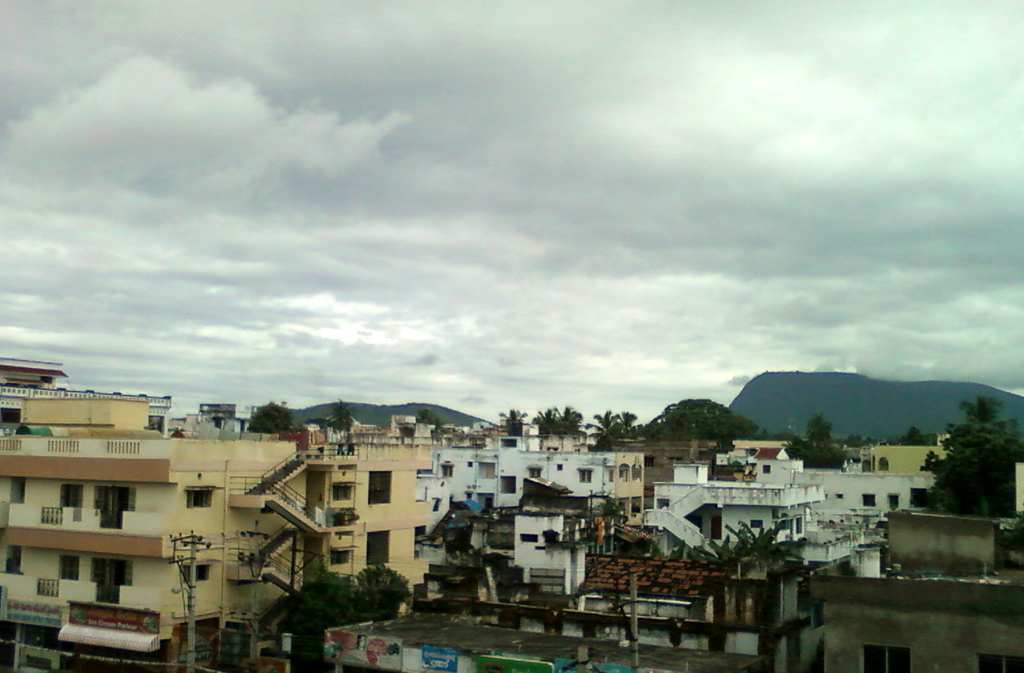
Vy över Vizianagaram.

Vizianagaram är en stad i delstaten Andhra Pradesh i Indien, och är huvudort för ett distrikt med samma namn. Folkmängden uppgick till 228 025 invånare vid folkräkningen 2011, med förorter 239 909 invånare.